# 出口雄樹
出口 雄樹（でぐち ゆうき、1985年8月16日 - ）は、兵庫県淡路市出身の日本の柔道家。身長185cm。足の大きさ30cm。 血液型A型。段位五段。東浦柔道教室、津名高校、天理大学出身
組み手は右組み。得意技は大外刈、内股。
現在は広島県の体育教師をしている。
そして2人の子供がいる
性格は真面目で優しく、嘘が嫌いである。
生徒想いでポジティブである。